# RELA Corps

Logo der RELA Corps

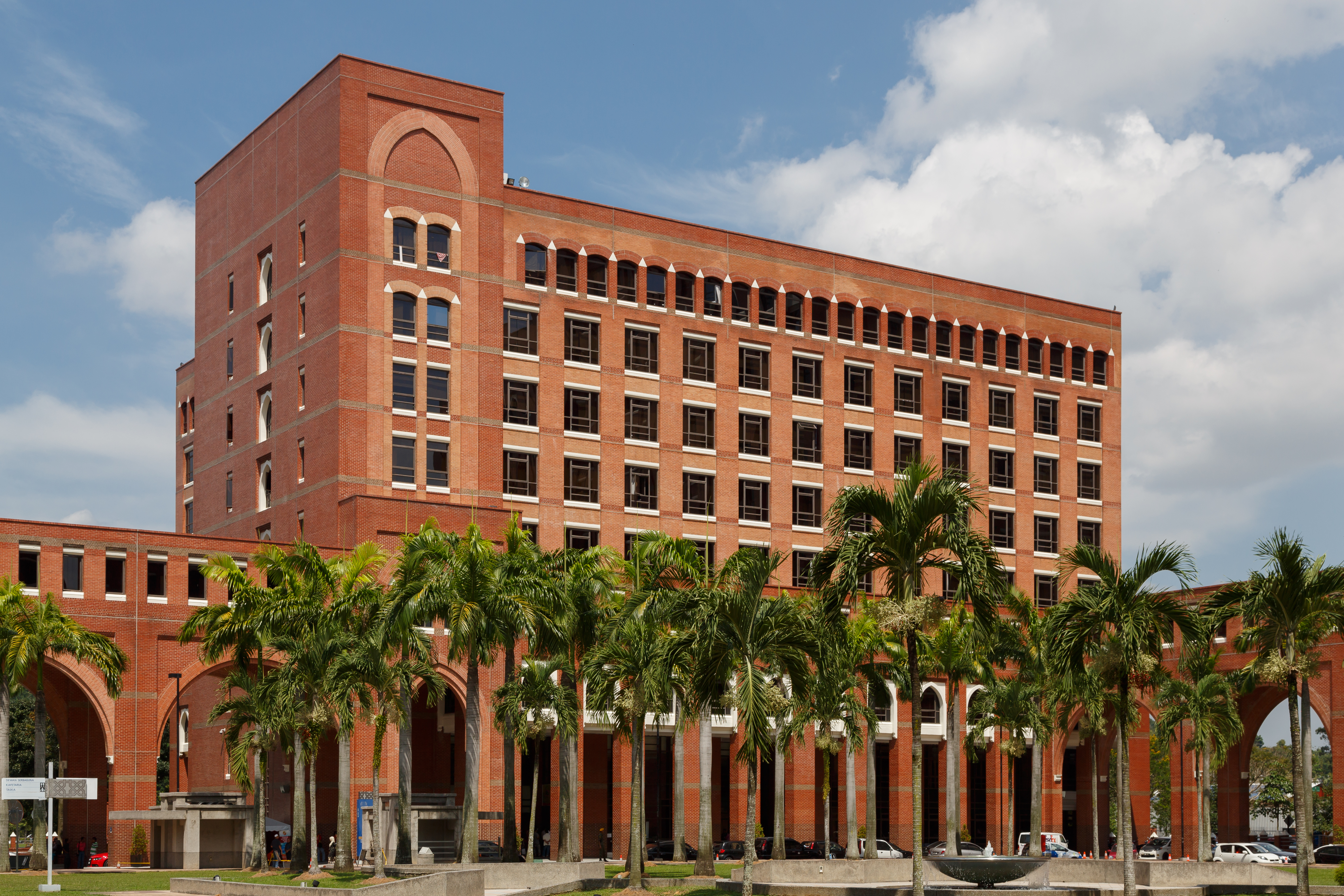
Sitz der RELA Corps in Putrajaya

Das RELA Corps oder Ikatan Relawan Rakyat Malaysia (englisch Malaysia People’s Volunteer Corps) ist ein paramilitärisches, ziviles Freiwilligencorps in Malaysia. Es steht unter der Aufsicht des Ministeriums für Innere Angelegenheiten. Als verlängerter Arm der Regierung unterstützen die RELA Corps die Sicherheits-, Ordnungs- und Polizeikräfte bei ihrer Arbeit und nehmen zeremonielle Aufgaben wahr.

## Geschichte
Zur Aufrechterhaltung der öffentlichen Ordnung wurden während der Malayan Emergency Dorfwachen (Pengawal Kampung) aus der Bevölkerung heraus rekrutiert. Mit der Aufhebung des Notstandes im Jahr 1960 wurden diese Verbände wieder aufgelöst. Mit der Konfrontasi zwischen 1963 und 1965 wurden erneut Freiwillige rekrutiert, die als "Augen und Ohren der Regierung" den Sicherheitsbehörden helfen sollten, das Eindringen indonesischer Kräfte und die Infiltration der malaysischen Gesellschaft zu verhindern. 1965, mit dem Ende der Konfrontasi wurden die Pasukan Kawalan („Kontrollteams“) wieder aufgelöst.
Die Rassenunruhen am 13. Mai 1969 veranlassten den damaligen Minister für Innere Angelegenheiten, Abdul Rahman, auf dem Verordnungsweg eine dauerhafte Freiwilligenorganisation als verlängerten Arm der Regierung zu etablieren. Die Gründung der RELA datiert auf den 11. Januar 1972 zurück.

## Gesetzliche Grundlage

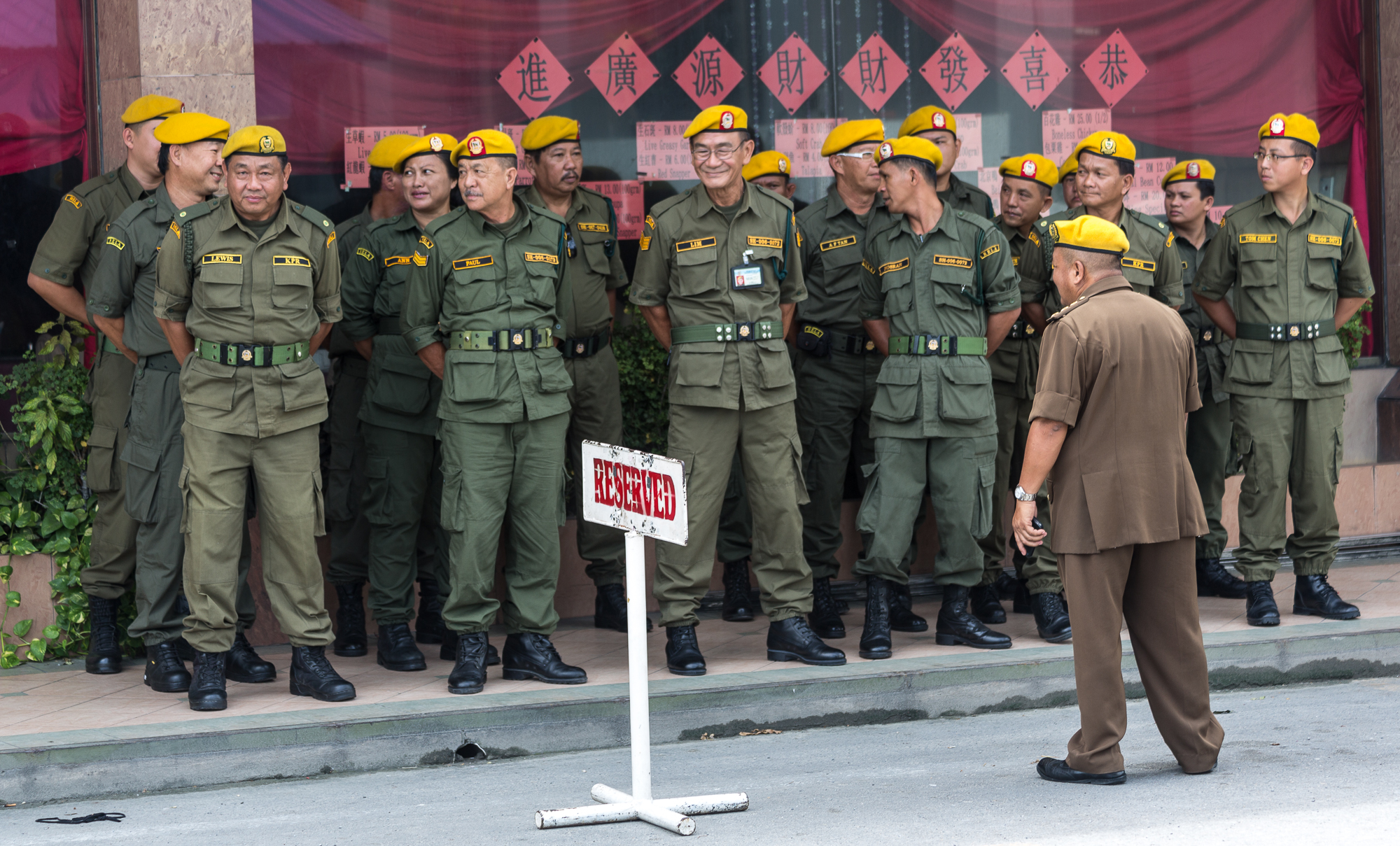
Angehörige des RELA Corps Kota Kinabalu bilden eine Ehrenformation für Assistant Minister Edward Yong Oui Fah

Das Freiwilligencorps wurde 1966 durch die Verordnung P.U. 33/66 Essential (Ikatan Relawan Rakyat) Regulations 1966 legalisiert. Mit der Rücknahme der im Rahmen der Notstandsgesetzgebung geschaffenen Verordnungen zum 20. Dezember 2011 wurde auch eine Neufassung der gesetzlichen Grundlage für die Tätigkeit der RELA Corps erforderlich. Das am 22. Juni 2012 in Kraft getretene Gesetz Malaysia Volunteers Corps Act 2012, ging über eine reine Neufassung hinaus und wies der Organisation weitergehende Rechte und Aufgaben zu. Die gesetzmäßigen Aufgaben der RELA Corps umfassen demnach:
- Unterstützung der Sicherheits- und Ordnungskräfte,
- Unterstützung der Verkehrspolizei bei der Verkehrsregelung,
- Ehrenamtliche Tätigkeiten,
- Schutz von Gebäuden und Einrichtungen des Bundes und der Bundesstaaten und
- die Ausführung von Tätigkeiten die vom Generaldirektor der RELA angeordnet werden.

Zu den Tätigkeiten gehört unter anderem die Gestellung von Ehrenformationen für die Minister der Regierung und der Landesregierungen.
Die Gesetzesreform hob das Mindestalter für die Aufnahme in die Organisation von 16 auf 18 Jahre an. Gleichzeitig stellte es den Dienst in der RELA stärker unter den Schutz des Gesetzes. Die Behinderung oder Vereitelung von Aufgaben der RELA können demnach mit Geldbußen bis zu 5000 MYR und einer Gefängnisstrafe bis zu drei Jahren geahndet werden.
Die Gesetzesreform zielte auch auf eine grundlegende Umgestaltung der RELA Corps ab. Während RELA Angehörige zuvor durch die Essential (Ikatan Relawan Rakyat) (Amendment) Regulations, 2005 noch das allgemeine Recht zum Führen einer Waffe, zur Festnahme von Personen und zu Hausdurchsuchungen ohne richterliche Anordnung besaßen, entfielen diese polizeilichen Befugnisse ab 2012. Stattdessen fokussiert die Reform die Aufgaben der RELA Corps auf eine allgemeine Reduzierung der Kriminalitätsrate durch die Omnipräsenz der Mitglieder sowie auf die im "Government Transformation Plan (GTP)" projektierte Umgestaltung der malaysischen Gesellschaft. Der Umgang mit der Waffe wird jedoch auch weiterhin allen Mitgliedern der RELA Corps in speziellen Trainingszentren vermittelt.

## Aufbau
Das RELA Corps hatte 2013 nahezu 3 Millionen Mitglieder. Mehr als 40 % der 2.873.851 Freiwilligen sind Frauen. Mitglied kann jeder Staatsbürger Malaysias werden, der mindestens 18 Jahre alt ist und nicht Mitglied der militärischen Streitkräfte ist.
Dienstsitz ist in Putrajaya im Komplex D, unmittelbar neben dem Ministry of Home Affairs. Die Organisation wird als eigene Behörde (Jabatan Sukarelawan Malaysia) geführt. Derzeitiger Leiter ist Mustafa bin Ibrahim.
Die Organisation ist in Offiziere und Mitglieder unterteilt. Die Dienstgrade der RELA Corps sind per Gesetz definiert, wurden aber durch eine Ergänzung zum Gesetz im Jahr 2013 geändert:
| Offiziere          | Mitglieder         |
| ------------------ | ------------------ |
| General            | Captain            |
| Lieutenant General | Lieutenant         |
| Major General      | Second Lieutenant  |
| Brigadier General  | Warrant Officer I  |
| Colonel            | Warrant Officer II |
| Lieutenant Colonel | Staff Sergeant     |
| Major              | Sergeant           |
|                    | Corporal           |
|                    | Lance Corporal     |
|                    | Private            |

| Offiziere                                    | Mitglieder                                     |
| -------------------------------------------- | ---------------------------------------------- |
| Chief Commissioner of RELA (CCR)             | Senior Deputy Superintendent of RELA (SDSR)    |
| Deputy Chief Commissioner of RELA (DCCR)     | Deputy Superintendent of RELA (DSR)            |
| Commissioner of RELA (CR)                    | Senior Assistant Superintendent of RELA (SASR) |
| Deputy Commissioner of RELA (DCR)            | Assistant Superintendent I of RELA (ASR I)     |
| Senior Assistant Commissioner of RELA (SACR) | Assistant Superintendent II of RELA (ASR II)   |
| Assistant Commissioner of RELA (ACR)         | Superior Officer I of RELA (SpOR I)            |
| Superintendent of RELA (SR)                  | Superior Officer II of RELA (SpOR II)          |
|                                              | Senior Officer I of RELA (SOR I)               |
|                                              | Senior Officer II of RELA (SOR II)             |
|                                              | Officer of RELA (OR)                           |

Mehr als 5000 Angehörige der RELA sind berechtigt, eine Dienstwaffe zu führen. Die generelle Waffenerlaubnis für Mitglieder der RELA war 2012 mit der Gesetzesreform abgeschafft worden.

## Weblinks

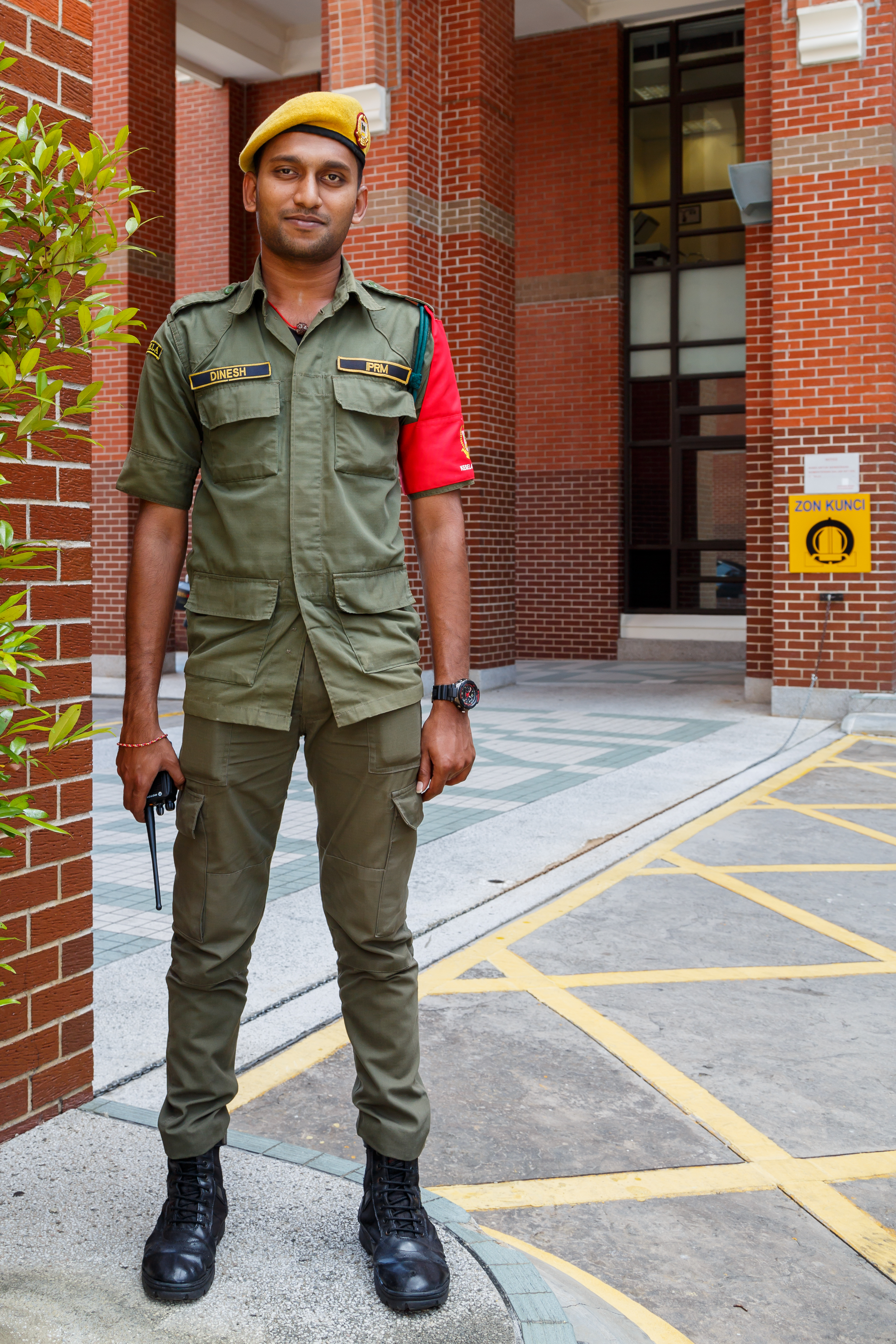
Mitglied des RELA Corps in Uniform